# Aristolochia onoei
Aristolochia onoei är en piprankeväxtart som beskrevs av Franch. & Savat. och Gen-Iti Koidzumi. Aristolochia onoei ingår i släktet piprankor, och familjen piprankeväxter. Inga underarter finns listade i Catalogue of Life.